# Any Old Time
Any Old Time — студийный альбом американской певицы Кармен Макрей, выпущенный в 1986 году на японском лейбле Denon Records. В записи альбома принял участие саксофонист Клиффорд Джордан. Макрей была номинирована на 30-й премии «Грэмми» за лучшее джазовое вокальное исполнение среди женщин за этот альбом.

## Отзывы критиков
| Оценки критиков                            | Оценки критиков |
| Источник                                   | Оценка          |
| ------------------------------------------ | --------------- |
| AllMusic                                   | [ 2 ]           |
| Encyclopedia of Popular Music              | [ 3 ]           |
| The Rolling Stone Jazz & Blues Album Guide | [ 4 ]           |

Скотт Яноу из AllMusic отмечает, что «Макрей в отличной форме исполняет множество лучших стандартов. Несмотря на то, что запись велась в студии, это превосходное выступление даёт слушателям хорошее представление о том, как звучала Кармен Макрей вживую». В журнале Cash Box написали, что альбом «представляет собой удивительно непринужденную сессию этой недооценённой джазовой дивы», а также, что «Кармен никогда не звучала лучше». Крис Альбертсон из Stereo Review написал: «Кармен Макрей недавно исполнилось шестьдесят пять, но годы только улучшили её голос, который в Any Old Time звучит сочно и характерно гибко».

## Список композиций
| №   | Название                   | Автор(ы)                                             | Длительность |
| --- | -------------------------- | ---------------------------------------------------- | ------------ |
| 1.  | «Tulip or Turnip»          | Дюк Эллингтон, Дон Джордж                            | 4:37         |
| 2.  | «Old Devil Moon»           | Йип Харбург, Бертон Лэйн                             | 4:20         |
| 3.  | «Have You Met Miss Jones?» | Лоренц Харт, Ричард Роджерс                          | 5:21         |
| 4.  | «Love Me Tender»           | Вера Мэтсон, Элвис Пресли                            | 5:57         |
| 5.  | «I Hear Music»             | Бёртон Лейн, Фрэнк Лессер                            | 4:49         |
| 6.  | «This is Always»           | Мак Гордон, Гарри Уоррен                             | 5:05         |
| 7.  | «Body and Soul»            | Фрэнк Эйтон, Джонни Грин, Эдвард Хейман, Роберт Саур | 6:31         |
| 8.  | «Prelude to a Kiss»        | Дюк Эллингтон, Ирвинг Гордон, Ирвинг Миллс           | 5:25         |
| 9.  | «Mean to Me»               | Фред Алерт, Рой Терк                                 | 4:23         |
| 10. | «Any Old Time»             | Арти Шоу                                             | 3:02         |
| 11. | «It Could Happen to You»   | Джонни Берк, Джимми Ван Хьюзен                       | 2:23         |
| 12. | «I’m Glad There Is You»    | Джимми Дорси, Пол Мертц                              | 3:52         |
| 13. | «Billie’s Blues»           | Билли Холидей                                        | 5:14         |

## Участники записи
- Кармен Макрей — вокал, фортепиано
- Клиффорд Джордан[англ.] — саксофон-тенор
- Джон Коллинз[англ.] — гитара
- Эрик Ганнисон — фортепиано
- Скотт Колли[англ.] — контрабас
- Марк Пулис — ударные